# Быльники
Быльники — деревня в Смоленском районе Смоленской области России. Входит в состав Корохоткинского сельского поселения. Население — 105 жителей (2007 год).
Расположена в пригородной зоне Смоленска, в 8 км к северу от центра города и в 1 км южнее автодороги М1 «Беларусь», на берегу реки Вязовенька. В 7 км южнее деревни расположена железнодорожная станция Смоленск на линии Москва — Минск.

## История
В годы Великой Отечественной войны деревня была оккупирована гитлеровскими войсками в июле 1941 года, освобождена в сентябре 1943 года.

## Достопримечательности

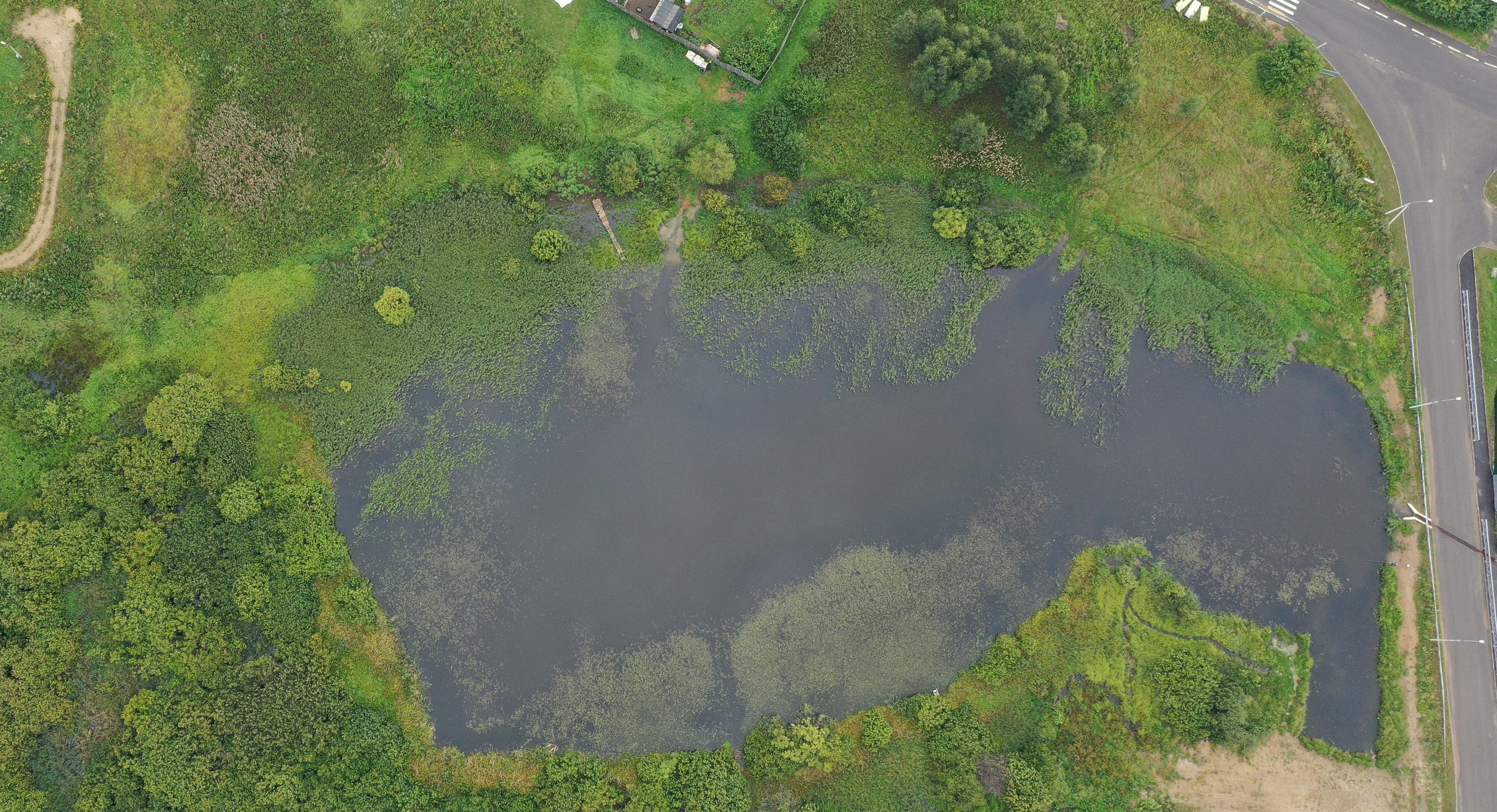
Озеро Захаровское (2019)

- Озеро Захаровское